# 干河街道
干河街道，是中华人民共和国湖北省仙桃市下辖的一个乡镇级行政单位。

## 行政区划
干河街道下辖以下地区：
军垦路社区、好义街社区、石码头社区、建设街社区、大洪小区社区、沔阳路社区、船厂社区、新河社区、大洪社区、袁市社区、复洲花园社区、德政园社区、干河四社区、楼子台村、窑台村、周廖村、幺湾村、王老村、三桥村、八湾村、许坝村、石桥村、西河村、五丰村、郑仁村、杂八村、观音堂村、小寺垸村、小南村、高家渡村、肖台村、龚台村、小林村、南坝村、中岭村、欧湾村、双龙村、熊湾村和袁市村。